# Жанна д’Арк (фильм, 1948)
«Жанна д’Арк» (англ. Joan of Arc) — американский исторический фильм Виктора Флеминга, снятый в 1948 году по сценарию Максвелла Андерсона. Лауреат двух премий «Оскар»: за лучший дизайн костюмов в цветном фильме (Дороти Джикинс и Барбара Каринска) и за лучшую операторскую работу в цветном фильме (Джозеф Валентайн, Уильям В. Сколл и Уинтон Хок).
Фильм повествует о юной народной героине Франции времён Столетней войны Жанне д’Арк, убеждённой, что ей предначертано Господом спасти Францию от англичан.

## В ролях
- Ингрид Бергман — Жанна д'Арк
- Фрэнсис Салливан — Пьер Кошон
- Дж. Кэррол Нэш — граф Люксембург
- Уорд Бонд — Этьен де Виньоль
- Шепперд Страдвик — отец Масье
- Джин Локхарт — Жорж Тремуй
- Джон Эмери — герцог Алансон
- Лейф Эриксон — Жан де Дюнуа
- Сесил Келлауэй — Жан Ле Местр
- Хосе Феррер — Карл VII
- Селена Ройл — Изабелла д’Арк
- Роберт Бэррат — Жак д’Арк
- Джимми Лайдон — Пьер д’Арк
- Рэнд Брукс — Жан д’Арк
- Роман Боэн — Дюран Лаксар
- Айрин Рич — Екатерина Ройера
- Нестор Пайвы — Анри Ройера
- Джон Айрленд — капитан Жан де Буссак
- Генри Брэндон — капитан Жиль де Рэ
- Уильям Конрад — Гийом Эрар
- Джордж Кулурис — сэр Роберт де Бодрикур, губернатор Вокулер
- Рассел Симпсон — старик с трубкой
- Ричард Дерр — Жан де Мец, компаньон Жанны
- Алан Напье — граф Уорик
- Тейлор Холмс — Джон, епископ Авранше
- Джордж Зукко — констебль Клерво
- Франк Апулии — Николя Упвиль
- Фредерик Ворлок — герцог Бедфорд, регент Англии
- Герберт Рудли — Исамбард де ла Пьер
- Деннис Хой — сэр Уильям Гласдейл
- Ричард Ней — Шарль Бурбон

В титрах не указаны
- Джеймс Кирквуд — судья Мортемер
- Лестер Дорр — крестьянин

## Восприятие и критика
Убытки проката фильма составили около 2,48 млн долларов.
Одно из главных замечаний современных критиков — это то, что Бергман, которой на момент съёмок было 33 года, была почти вдвое старше, чем историческая Жанна д’Арк (позднее, в 1954 году, 39-летняя шведская актриса исполнила ту же роль в итальянском фильме Giovanna d’Arco al rogo) — однако рецензенты 1948 года не отмечали этот момент как негативный: в те времена актрисы взрослого возраста достаточно часто играли подростков, что считалось вполне обыденным, причем не только в американском кинематографе. Так, например, 24-летняя Дженнифер Джонс за подобную роль в фильме 1943 года «Песня Бернадетт» получила «Оскар» как лучшая актриса. В СССР в это же время Янина Жеймо играла «примерно 16-летнюю» Золушку в возрасте 37 лет.
Несколько рецензентов подвергли критике фильм за то, что он был медленным в плане развития сюжета, содержал всего одну батальную сцену и переполнен был диалогами, что отметил, в частности, современный критик Леонард Мэлтин, который при этом не смотрел полную версию картины; по его словам, в фильме «недостаточно зрелищности, чтобы сбалансировать обилие диалогов».

## Номинации и награды
Несмотря на неудачный прокат и ряд критических отзывов на фильм, фильм был отмечен в мире кино, в частности:
Премия Национального совет кинокритиков США
- Включение в список «10 лучших фильмов» 1948 года[5]

Премия Американской академии кинематографических искусств («Оскар»), 1949
Семь номинаций, в двух из которых фильм выиграл:
- Премия в категории «Лучшая операторская работа в цветном фильме» (Джозеф Валентайн, Уильям В. Сколл, Уинтон Хок)
- Премия в категории «Лучший дизайн костюмов в цветном фильме» (Дороти Джикинс,  Барбара Каринска)
- Номинация (шортлист) в категории «Лучшая женская роль» (Ингрид Бергман)
- Номинация в категории «Лучшая мужская роль второго плана» (Хосе Феррер)
- Номинация в категории «Лучшая работа художника-постановщика в цветном фильме» (Ричард Дэй, Кейси Робертс, Йозеф Киш)
- Номинация в категории «Лучший монтаж» (Фрэнк Салливан)
- Номинация в категории «Лучшая музыка для драматического или комедийного кино» (Хьюго Фридхофер)
- Специальная премия продюсеру фильма Уолтеру Вагнеру.

Премия «Бэмби» (Германия), 1950
- 2-е место в категории «Лучшая женская роль» международной секции (Ингрид Бергман)